# Adolf Moxter
Adolf Moxter (* 3. Oktober 1929 in Frankfurt am Main; † 7. April 2018) war ein deutscher Ökonom, Hochschullehrer und Autor.

## Leben
Adolf Moxter wurde am 3. Oktober 1929 als Sohn einer Gärtnerfamilie in Frankfurt am Main geboren. Er wuchs in Bockenheim auf, jenem Stadtteil, in dem bis vor wenigen Jahren das Zentrum der Johann Wolfgang Goethe-Universität lag. Hier studierte er ab Sommersemester 1950 Betriebswirtschaftslehre und war ab 1954 Assistent bei Karl Hax, wo er bereits nach zwei Jahren 1956 mit dem Thema Methodologische Grundfragen der Betriebswirtschaftslehre promovierte. Er habilitierte sich 1961  einer von Karl Hax und dem Volkswirt Heinz Sauermann begutachteten Arbeit mit dem Thema Der Einfluss von Publizitätsvorschriften auf das unternehmerische Verhalten, um dem Ruf auf eine ordentliche Professur für Betriebswirtschaftslehre an der Universität des Saarlandes und an der Johann Wolfgang Goethe-Universität Frankfurt am Main im Fach Betriebswirtschaftslehre zu folgen. An der Frankfurter Universität war Moxter von 1965 bis zur Emeritierung 1997 Direktor des Seminars für das Treuhandwesen. Unter seiner Ägide wurden während dieser Zeit unter anderem die späteren Professoren Wolfgang Ballwieser, Hans-Joachim Böcking, Roland Euler, Michael Hommel, Reinhard Schmidt und Jens Wüstemann ausgebildet.
Er veröffentlichte seit 1957 zu betriebswirtschaftlichen Fragestellungen. Insgesamt kam es zu über 200 Veröffentlichungen in seiner akademischen Laufbahn.  Schwerpunkte seiner wissenschaftlichen Tätigkeit waren das Wirtschaftsprüfungswesen, die Unternehmensbewertung und Bilanzierung und Erfolgsrechnung. Er gilt als „Altmeister des Rechnungswesens“.
Als junger Forscher widmete sich Adolf Moxter der Wechselwirkung zwischen Investitions- und Bilanztheorie in einer Serie großer Aufsätze in der ZfbF, die bereits zu seiner Berühmtheit beitrugen. Es ging ihm insbesondere um die Grenzen der Leistungsfähigkeit einer Bilanz und GuV. Mit der ersten Auflage seines Lehrbuchs „Bilanzlehre“ im Jahr 1974 trat keine Relativierung dieser Grenzen ein, er setzte sich vielmehr nun intensiver mit ihrer Rechtsgrundlage auseinander. Ein zweites großes Arbeitsgebiet in den rd. 200 Veröffentlichungen von Adolf Moxter betrifft die Unternehmensbewertung, das mit dem Werk „Grundsätze ordnungsmäßiger Unternehmensbewertung“, welches bis heute in Inhalt, Tiefe und stilistischer Prägnanz seinesgleichen sucht und keineswegs überholt ist.

## Ehrungen
Adolf Moxter wurde 1992 Ehrendoktor der Betriebswirtschaft an den Universitäten Trier und München (LMU). 1999 wurde er für seine „Verdienste um die Verbreitung und Anerkennung der Erkenntnisse des Faches in den Nachbarwissenschaften, besonders im Bereich der Rechtswissenschaften“ mit der Ehrendoktorwürde der Universität Leipzig geehrt.
Er wurde 1991 zum Ehrenmitglied des Instituts der Wirtschaftsprüfer und Ehrenmitglied der Frankfurter Wirtschaftswissenschaftlichen Gesellschaft e. V. (fwwg), der Alumniorganisation des Fachbereichs Wirtschaft der Goethe-Universität, Frankfurt (2011). Im Jahr 1994 wurde ihm eine Festschrift unter dem Titel „Bilanzrecht und Kapitalmarkt“ überreicht, die in mehr als 60 Beiträgen auf 1500 Seiten seinen Einfluss auf Wissenschaft, Praxis und Rechtsprechung dokumentiert.

## Werke (Auswahl)
- Adolf Moxter: Grundsätze ordnungsgemäßer Rechnungslegung. IDW-Verlag Düsseldorf 2003, ISBN 3-8021-1026-9;
- Adolf Moxter: Bilanzrechtsprechung. Mohr Siebeck  Tübingen 2007, ISBN 978-3-16-149292-1 (Auszüge bei Google-Books);
- Adolf Moxter:  Grundsätze ordnungsmäßiger Unternehmensbewertung, Gabler Wiesbaden 1976, ISBN 3409390944;